# Скит Святого Спиридона (Гайльнау)
Скит Святого Спиридона (нем. Skite des heiligen Spyridon) — православная мужская монашеская община в коммуне Гайльнау, входящая в юрисдикцию Дюссельдорфской и всей Германии епархии Сербской православной церкви.

## История
Основание монастыря связано с деятельностью его нынешнего (2019) настоятеля — схиархимандрита Василия (Гролимунда), швейцарца по происхождению, который после одиннадцати лет, проведённых в монастырях Святой Горы Афон, получил от Паисия Святогорца благословение на устроение монашеской жизни в Западной Европе. После переезда в Западную Европу он первоначально жил во Франции, а позднее переехал в Германию, где в 1989 году вместе с единомышленниками приобрёл здание бывшей гостиницы, приспособив его для богослужебной и хозяйственной деятельности монастыря. Епископ Среднеевропейский Константин (Джокич) принял монашеское братство в юрисдикцию Сербской православной церкви.
Домовый храм в скиту устроен на втором этаже здания. Бо́льшая часть икон в иконостасе создана иконописцем Александром Столяровым. Часть богослужебной утвари, использующейся в скиту, принадлежала Иустину (Поповичу) и сохраняется как реликвии.
Для приёма паломников и трудников близ города Фульды образована Благовещенская Иустинова пустынь — скитское подворье.
Разговорным и богослужебным языком является немецкий. Для паломников используется также сербский, греческий, церковнославянский, английский и французский языки.